# لوک لیهای
لوک لیهای (انگلیسی: Luke Leahy؛ زادهٔ ۱۹ نوامبر ۱۹۹۲) بازیکن فوتبال اهل بریتانیا است.
از باشگاه‌هایی که در آن بازی کرده‌است می‌توان به باشگاه فوتبال والسال و باشگاه فوتبال فالکیرک اشاره کرد.